# 23 août
Pour les articles homonymes, voir Vingt-Trois-Août.
23 juillet 23 septembre
Chronologies thématiques
- Croisades
- Ferroviaires
- Sports
- Disney
- Anarchisme
- Catholicisme

Abréviations / Voir aussi
- (° 1852) = né en 1852
- († 1885) = mort en 1885
- a.s. = calendrier julien
- n.s. = calendrier grégorien
- Calendrier
- Calendrier perpétuel
- Liste de calendriers
- Naissances du jour

Le 23 août ou 23 aout est le 235e jour de l’année du calendrier grégorien, 236e lorsqu'elle est bissextile, il en reste ensuite 130.
C’était le 6 fructidor du calendrier républicain français, officiellement dénommé jour de la tubéreuse (un agave, en botanique).

## Événements

### Iersiècleav. J.-C.
- 30 av. J.-C. : Octavien qui n'est pas encore l'empereur romain Auguste fait exécuter les fils de Marc(-)Antoine Marcus Antonius Minor / Antyllus et de Jules César Césarion Ptolémée XV (voir décès ci-après).

### Vesiècle
- 476 : les troupes d'Odoacre le proclament roi d'Italie.

### VIIesiècle
- 634 : Omar ibn al-Khattâb succède à Abou Bakr, et devient le deuxième calife.

### XIIIesiècle
- 1268 : victoire de Charles d'Anjou sur Conradin, à la bataille de Tagliacozzo.

### XIVesiècle
- 1305 : exécution de William Wallace, chevalier écossais s’étant insurgé contre l’occupation anglaise.
- 1328 : bataille de Cassel, victoire des troupes françaises de Philippe VI, sur les Flamands de Nicolaas Zannekin.

### XVIesiècle
- 1514 : bataille de Tchaldiran (guerres irano-ottomanes). Les Séfévides iraniens sont défaits par les troupes de l’Empire ottoman, lequel prend possession de l’Anatolie orientale.
- 1521 : Christian II de Danemark est déposé comme roi de Suède, Gustave Vasa assure la régence.
- 1595 : combats indécis entre Michel le Brave et Koca Sinan Pacha, à la bataille de Călugăreni, pendant la Longue Guerre.
- 1600 : victoire de Tokugawa Ieyasu sur Toyotomi Hideyori, à la bataille du château de Gifu.

### XVIIIesiècle
- 1702 : début de la bataille de Cadix, pendant la guerre de succession d'Espagne.
- 1793 : 
  - réorganisation des corps d’infanterie français, visant à fusionner les anciens régiments royaux et les bataillons de volontaires
  - la Convention nationale décide la levée en masse des hommes de 25 à 35 ans, pendant la Révolution française.

### XIXesiècle
- 1813 : bataille de Gross Beeren (campagne d’Allemagne). Victoire des coalisés sur les Français d’Oudinot.
- 1831 : la révolte de Nat Turner est écrasée (voir la veille).
- 1866 : traité de Prague (guerre austro-prussienne). Les territoires sous influence autrichienne se tournent vers la Prusse.

### XXesiècle
- 1911 : Betty Robinson, athlète américaine, première championne olympique sur 100 m. († 18 mai 1999).
- 1914 :
  - bataille de Mons (Première Guerre mondiale). Victoire du Corps expéditionnaire britannique sur les troupes allemandes d’Alexander von Kluck, mettant fin à la bataille des Frontières.
  - bataille de Tannenberg (Première Guerre mondiale). Victoire des Allemands sur les Russes.
  - Lors du sac de la ville belge de Dinant, 674 hommes, femmes et enfants sont passés par les armes par l'armée allemande[2].
  - début de la Bataille de Krasnik.
- 1939 : signature du pacte germano-soviétique, ou pacte Molotov-Ribbentrop, un accord de non-agression entre l’URSS et l’Allemagne nazie.
- 1942 : offensive conjointe de la Luftwaffe et des troupes de Friedrich Paulus sur Stalingrad, permettant une percée allemande.
- 1944 : coup d'État de 1944 en Roumanie. Michel Ier renverse Ion Antonescu.
- 1945 : Joseph Staline signe un décret (décret n° 9898cc du Comité d’État de Défense de l’URSS) concernant les prisonniers de guerre de l’armée japonaise faits par l’Union soviétique (voir prisonniers de guerre japonais en Union soviétique).
- 1958 : l'Armée populaire de libération bombarde les îles de Quemoy et de Matsu, déclenchant la deuxième crise du détroit de Taïwan.
- 1989 : la voie balte, chaîne humaine effectuée par la Lituanie, l’Estonie et la Lettonie pour l’indépendance des pays baltes vis-à-vis de l’URSS, se met en place. Entre 1,5 et 2 millions de personnes se succèdent à travers les États baltes.
- 1996 : expulsion des sans-papiers occupant l’église Saint-Bernard à Paris.

### XXIesiècle
- 2013 : l’émeute de Palmasola, en Bolivie, entraîne la mort de plus de trente personnes.
- 2017 : les élections générales angolaises donnent plus de 60 % des voix au MPLA, au pouvoir depuis 1980.
- 2019 : l'armée arabe syrienne reprend le contrôle des villes de Kafr Zita, Latamné et Morek, après des années d'occupation par les rebelles pendant la guerre civile.

## Arts, culture et religion
- 1614 : une statue de Henri IV de France est dressée sur le Pont-Neuf, à Paris (avant l'entrée de Richelieu alors anonyme évêque, en voiture (à cheval), de la porte saint-Honoré aux quais de la Seine, en octobre suivant, pour le début des Etats-Généraux... le piédestal de la statue non encore achevé[3])...
- 1671 : datation d'une lettre passionnée de Madame de Sévigné à sa fille.
- 1898 : un bref du pape Léon XIII élève l’église Saint-Denys d’Argenteuil au rang de basilique mineure.
- 1948 : fondation du Conseil œcuménique des Églises.

## Sciences et techniques
- 1614 : fondation de l'université de Groningue.
- 1892 : Max Wolf découvre (334) Chicago.

- 1898 : l'expédition Southern Cross quitte Londres pour l'Antarctique.
- 2008 : découverte du 47e nombre premier de Mersenne (12978189 chiffres). Il s’agit du nombre de Mersenne 243112609 - 1.
- 2023 : la sonde indienne Chandrayaan-3 (photo) se pose avec succès sur la Lune ; premier atterrissage réussi près du pôle Sud de la Lune[4].

## Économie et société
- 1973 : un évadé de prison, Jan Erik Olsson, tente de commettre une attaque à main armée au Crédit Suédois de Stockholm, braquage qui a donné son nom au syndrome de Stockholm.
- 2005 : formation de l’ouragan Katrina.
- 2020 : aux États-Unis, des émeutes éclatent à Kenosha, dans le Wisconsin en réaction aux tirs d'un policier blanc sur Jacob Blake, un Afro-Américain[5].
- 2023 : en Russie, un avion d'affaires appartenant à Evgueni Prigojine s'écrase ; son propriétaire et son bras droit Dmitri Outkine sont présumés morts dans l'accident[6].
- 2024 : en Allemagne, l’État islamique revendique la responsabilité d’une attaque au couteau de masse qui tue trois personnes lors d’un festival à Solingen[7].

## Naissances

### XVIesiècle
- 1524 : François Hotman, avocat et écrivain français († 12 février 1590).

### XVIIesiècle
- 1623 : Stanisław Lubieniecki, astronome polonais († 18 mai 1675).

### XVIIIesiècle
- 1719 : Pierre Poivre, agronome et botaniste français († 6 janvier 1786).
- 1740 : Ivan VI (Иоанн VI Антонович), tsar de Russie de 1740 à 1741 († 16 juillet 1764).
- 1741 : Jean François de Galaup, comte de La Pérouse, explorateur français († vers 1788).
- 1754 : Louis XVI, roi de France et de Navarre de 1774 à 1791 et roi des Français de 1791 à 1792 († 21 janvier 1793).
- 1766 : Johann Centurius von Hoffmannsegg, botaniste, entomologiste et ornithologue allemand († 13 décembre 1849).
- 1769 : Georges Cuvier, paléontologue et naturaliste français († 13 mai 1832).
- 1776 : Josef Hoëné-Wronski, philosophe et scientifique franco-polonais († 8 août 1853).
- 1797 : Adhémar Barré de Saint-Venant, physicien français († 6 janvier 1886).

### XIXesiècle
- 1803 : Gustave Wappers, peintre belge († 6 décembre 1874).
- 1822 : James Henry Bowker, naturaliste et archéologue sud-africain († 27 octobre 1900).
- 1829 : Moritz Cantor, mathématicien allemand († 10 avril 1920).
- 1836 : Marie-Henriette de Habsbourg-Lorraine, reine consort des Belges († 19 septembre 1902).
- 1843 : William Southam (en), éditeur de journaux canadien († 27 février 1932).
- 1849 : William Ernest Henley, poète, critique littéraire et éditeur britannique (+ 11 juillet 1903).
- 1850 : Charles Langelier, homme politique, juge, journaliste et auteur québécois († 7 février 1920).
- 1851 : Alois Jirásek, écrivain tchèque († 12 mars 1930).
- 1852 : Arnold Toynbee, économiste britannique († 9 mars 1883).
- 1854 : Moritz Moszkowski, compositeur allemand († 4 mars 1925).
- 1855 : Johann Wilhelm Haacke, zoologiste allemand († 6 décembre 1912).
- 1864 : Eleftherios Venizelos (Ελευθέριος Κυριάκου Βενιζέλος), homme politique grec, plusieurs fois Premier ministre († 18 mars 1936).
- 1880 : Alexandre Grine (Alexandre Stepanovitch Grinievski / Александр Степанович Гриневский dit), écrivain russe (+ 8 juillet 1932).
- 1887 : Albert Gutterson, athlète américain, champion olympique en saut en longueur († 7 avril 1965).
- 1898 : Frédéric Dorion, homme politique et juge québécois († 15 juillet 1981).
- 1899 : Albert Claude, biochimiste belge, prix Nobel de physiologie ou médecine 1974 († 22 mai 1983).
- 1900 : Ernst Krenek, compositeur américain († 22 décembre 1991).

### XXesiècle
- 1908 : Nhiek Tioulong (ញឹក ជូឡុង), homme politique cambodgien, Premier ministre en 1962 († 9 juin 1996).
- 1910 :
  - Giuseppe Meazza, footballeur italien († 21 août 1979).
  - Alfons Maria Stickler, prélat autrichien († 12 décembre 2007).
- 1911 : Birger Ruud, sauteur à ski et skieur alpin norvégien († 13 juin 1998).
- 1912 : Gene Kelly (Eugene Curran Kelly dit), acteur et danseur américain († 2 février 1996).
- 1913 : George Robert « Bob » Crosby, chef d’orchestre de jazz américain († 9 mars 1993).
- 1915 : Antonio Innocenti, prélat italien († 6 septembre 2008).
- 1921 : Kenneth Arrow, économiste américain, prix Nobel d’économie 1972 († 21 février 2017).
- 1922 : 
  - Roland Dumas, avocat et homme politique français, plusieurs fois ministre, et président du Conseil constitutionnel français de 1995 à 2000.
  - Pierre Gauvreau, scénariste, réalisateur et artiste peintre québécois († 7 avril 2011).
  - George Kell (en), joueur de baseball professionnel américain († 24 mars 2009).
  - Jimmy Stephen, footballeur écossais († 5 novembre 2012).
- 1924 :
  - Ephraim Kishon (אפרים קישון), écrivain israélien († 29 janvier 2005).
  - Madeleine Riffaud, résistante, poétesse, journaliste et correspondante de guerre française.
  - Robert Solow, économiste américain, prix Nobel d’économie 1987.
- 1925 : Robert Mulligan, réalisateur américain († 20 décembre 2008).
- 1927 : 
  - Diana Baumrind, psychologue américaine († 13 septembre 2018).
  - Martial Solal, pianiste de jazz, compositeur, arrangeur et chef d'orchestre français.
- 1928 : John Lupton, acteur américain († 3 novembre 1993).
- 1929 :
  - Zoltán Czibor, footballeur hongrois († 1er septembre 1997).
  - Vera Miles, actrice américaine.
- 1930 :
  - Giani Esposito, chanteur, acteur et poète français († 1er janvier 1974).
  - Michel Rocard, homme politique français, Premier ministre de 1988 à 1991, Premier secrétaire du PS de 1993 à 1994 et député européen de 1994 à 2009 († 2 juillet 2016).
- 1931 : Hamilton Smith, microbiologiste américain, prix Nobel de physiologie ou médecine 1978.
- 1932 : 
  - Houari Boumédiène (هواري بومدين), militaire et homme politique algérien, président du Conseil de la Révolution, de 1965 à 1976, puis président de la République algérienne démocratique et populaire, de 1976 à 1978 († 27 décembre 1978).
  - Albert Loeb[8], galeriste français.
- 1934 :
  - Barbara Eden, actrice américaine.
  - Sonny Jurgensen, joueur de football américain.
  - Anne Neyland, actrice américaine († 24 avril 2019).
  - Carlos Amigo Vallejo, prélat espagnol († 27 avril 2022).
- 1936 :
  - Pierre Hériaud, homme politique français.
  - Rudy Lewis (en), chanteur américain du groupe The Drifters († 20 mai 1964).
- 1938 : François-Xavier Emmanuelli, médecin et un homme politique franco-corse, fondateur du SAMU social de la ville de Paris et président du Haut comité pour le logement des personnes défavorisées de 1997 à 2015.
- 1940 : Jean-Paul Mathieu, prélat français.
- 1942 : Patricia McBride, ballerine américaine.
- 1943 : Pino Presti, bassiste, arrangeur, compositeur, chef d’orchestre, producteur de musique italien.
- 1944 : Jean-Claude Francolon, photographe et photojournaliste français, dirigeant de l’agence Gamma.
- 1946 :
  - Jean-Luc Fugaldi, footballeur français († 6 janvier 2005).
  - Keith Moon, musicien britannique, chanteur et batteur du groupe The Who († 7 septembre 1978).
  - Sami Naïr, universitaire et homme politique français, député européen de 1999 à 2004.
  - Yu Qiuyu, écrivain chinois.
- 1948 : Jean-Pierre Delumeau, historien français, enseignant à l'Université de Rennes II.
- 1949 :
  - William Lane Craig, philosophe, théologien et historien américain.
  - Vicky Leandros (Vassiliki Papathanassiou / Βασιλική Παπαθανασίου dite), chanteuse grecque.
  - Shelley Long, actrice américaine.
  - Rick Springfield, auteur-compositeur-interprète et acteur australien.
  - Jacques Weber, acteur, réalisateur et scénariste français.
- 1950 : Roza Otounbaïeva (Роза Исаковна Отунбаева), femme politique kirghize, présidente du Kirghizistan de 2010 à 2011.
- 1951 :
  - Jimi Jamison, chanteur et auteur-compositeur américain du groupe Survivor († 31 août 2014).
  - Noor de Jordanie (الملكة نور), reine de Jordanie de 1978 à 1999.
  - Akhmad Kadyrov (Ахмат Абдулхамидович Кадыров), homme politique tchétchène, président de la Tchétchénie de 2003 à 2004 († 9 mai 2004).
  - Patrick Moerell, auteur de bande dessinée français († 14 janvier 2003).
- 1952 :
  - Klaus-Dietrich Flade, spationaute allemand.
  - Gilles Leclerc, journaliste français.
  - François Léveillée, humoriste, acteur et auteur-compositeur-interprète québécois.
  - Jerry White (en), joueur puis instructeur de baseball américain.
- 1953 : Randy Williams, athlète américain, champion olympique de saut en longueur.
- 1955 : 
  - Morenito de Maracay, matador vénézuélien.
  - Valentina Petrenko, femme politique russe.
- 1956 :
  - Andreas Floer, mathématicien allemand († 15 mai 1991).
  - David Alexander Wolf, astronaute américain.
- 1957 : Georges Farrah, homme politique québécois.
- 1958 : Julio Franco, joueur de baseball dominicain.
- 1960 : 
  - Ştefan Iovan, footballeur puis entraîneur roumain.
  - Chris Potter, acteur canadien.
- 1961 : Alexandre Desplat, compositeur français.
- 1962 : Martin Cauchon, homme politique québécois, ministre de la Justice de 2002 à 2003.
- 1963 :
  - Marie-Christine Cazier, athlète de sprint française.
  - Park Chan-wook, réalisateur sud-coréen.
  - Randy Moller, joueur de hockey sur glace canadien.
- 1964 :
  - Johan Bruyneel, coureur cycliste belge.
  - Matthew Géczy, acteur américain.

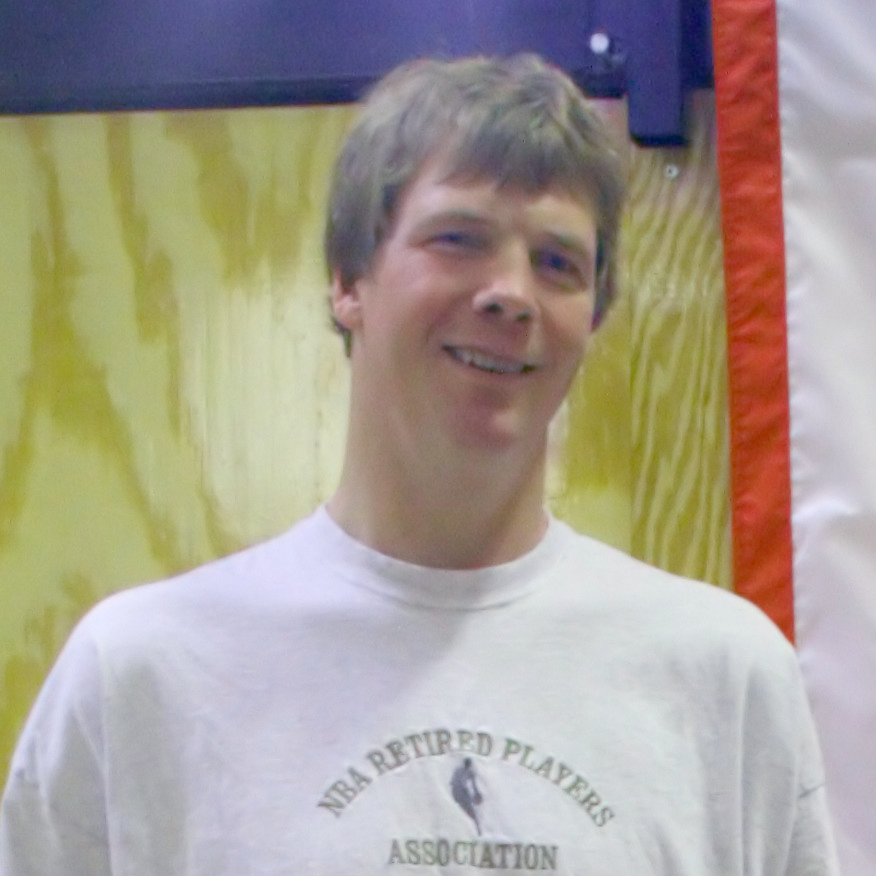
Rik Smits

- 1965 : Roger Avary, réalisateur et scénariste américain.
- 1966 : 
  - Christophe Galtier, entraîneur marseillais de football masculin, à l'OGC Nice en 2021-2022, au Paris SG pour 2022-2023, champion de France en 2020/2021 avec le L.O.S.C. de Lille.
  - Rik Smits, basketteur néerlandais.
- 1967 : Kazumi Totaka, compositeur japonais.
- 1968 : 
  - Chris DiMarco, golfeur américain.
  - David Kimutai Too, homme politique kényan († 31 janvier 2008).
- 1969 :
  - Isabelle Brossard, actrice québécoise.
  - Geneviève Brouillette, actrice québécoise.
  - Jean-Marc Tellier, homme politique français
  - Sylvain Durif, personnage d'internet français
- 1970 : River Phoenix, acteur américain († 31 octobre 1993).
- 1971 : Mayangsari (Agustina Mayangsari dite), chanteuse indonésienne.

- 1972 :

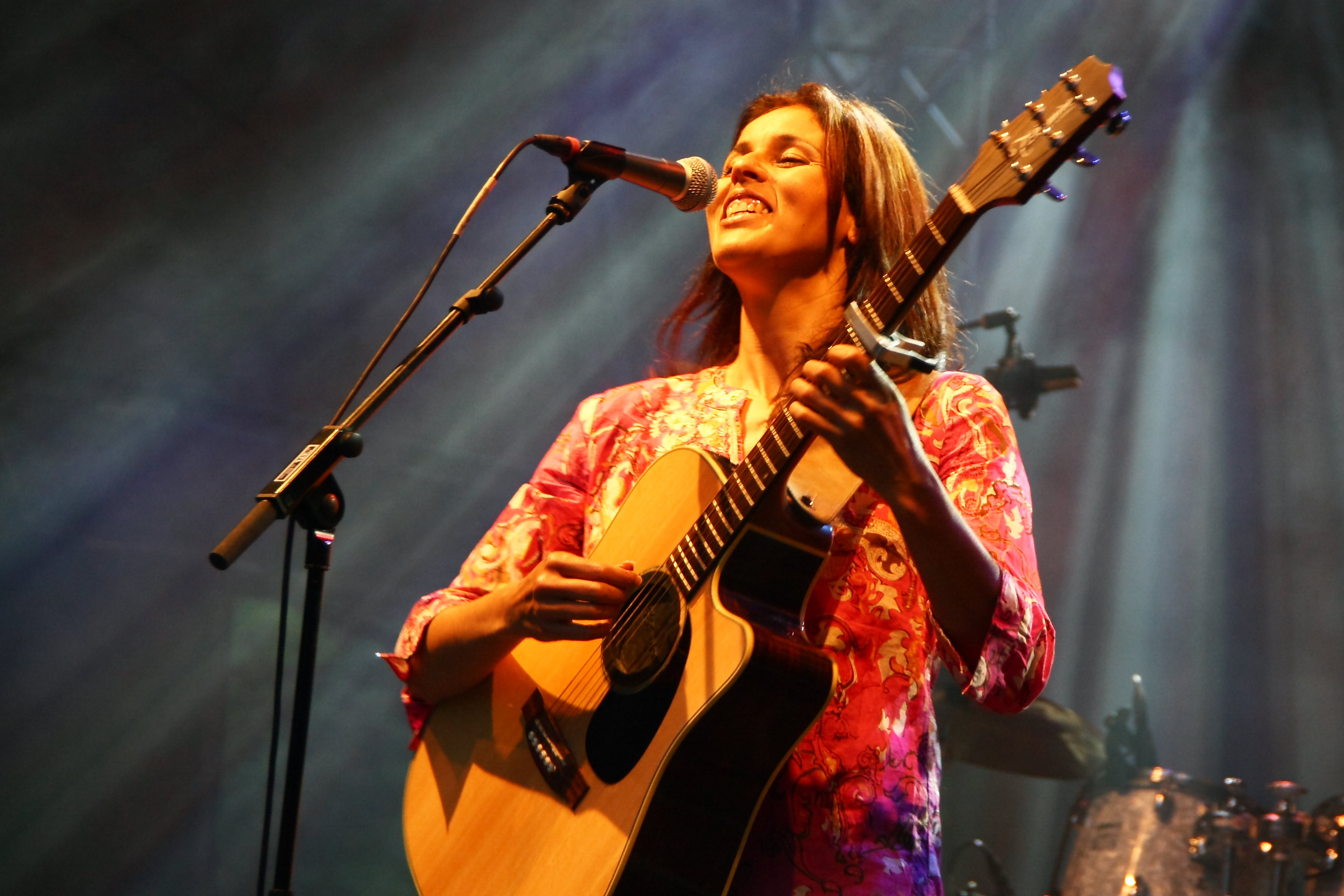
Souad Massi

  - Anthony Calvillo, joueur de football américain évoluant dans la Ligue canadienne.
  - Souad Massi (سعاد ماسي/ⵙⵓⵄⴰⴷ ⵎⴰⵙⵉ), chanteuse algérienne.
- 1974 : Samantha Davies, navigatrice britannique.
- 1975 : Jarkko Ruutu, joueur de hockey sur glace finlandais.
- 1976 : 
  - Scott Caan, acteur, réalisateur et scénariste américain.
  - LaTasha Colander, athlète américaine, championne olympique du relais 4 x 400 m.
- 1977 : Douglas Sequeira, footballeur costaricien.

- 1978 :

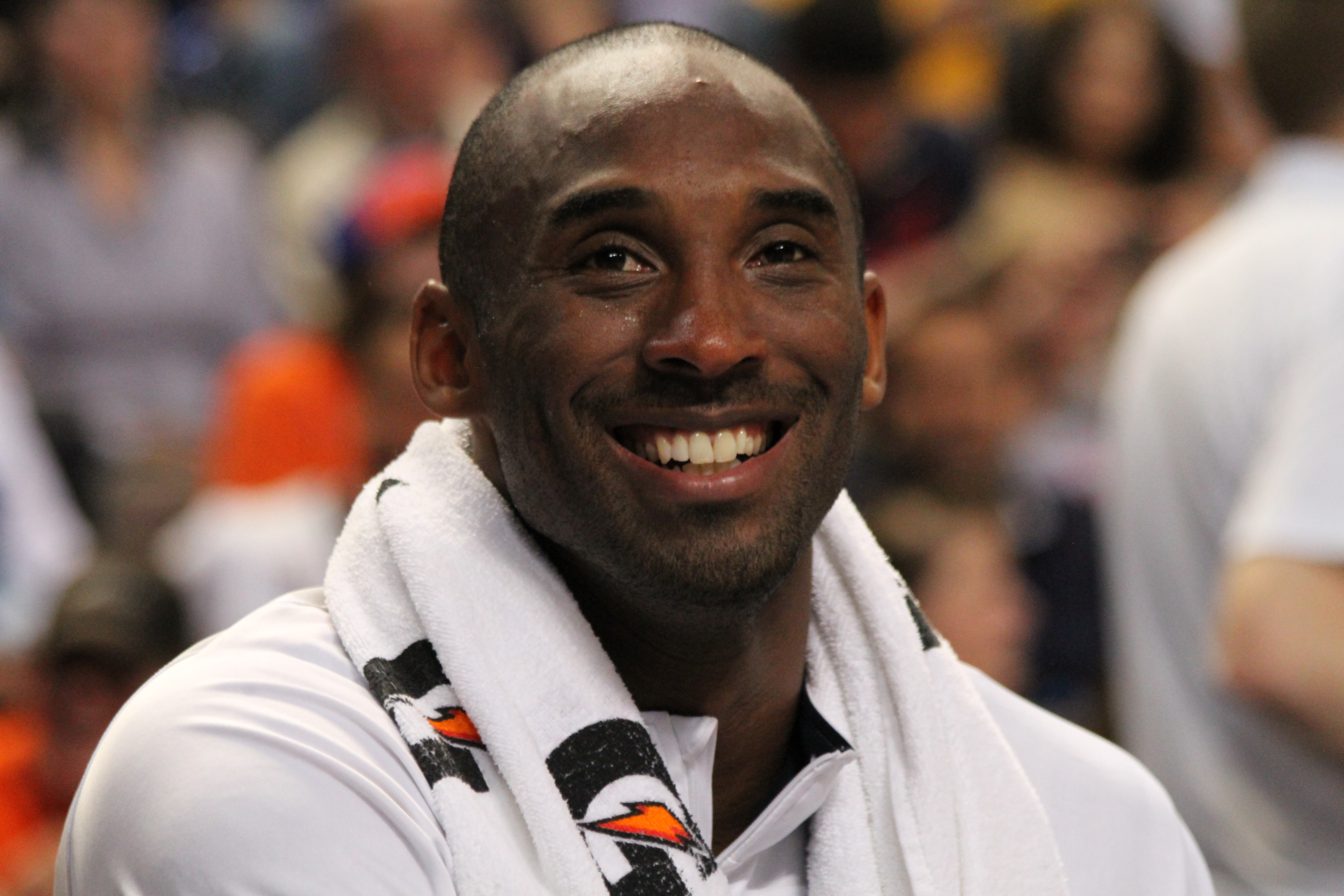
Kobe Bryant

  - Kobe Bryant, basketteur américain († 26 janvier 2020).
  - Julian Casablancas, chanteur américain du groupe The Strokes.
  - Joachim Cooder, musicien américain.

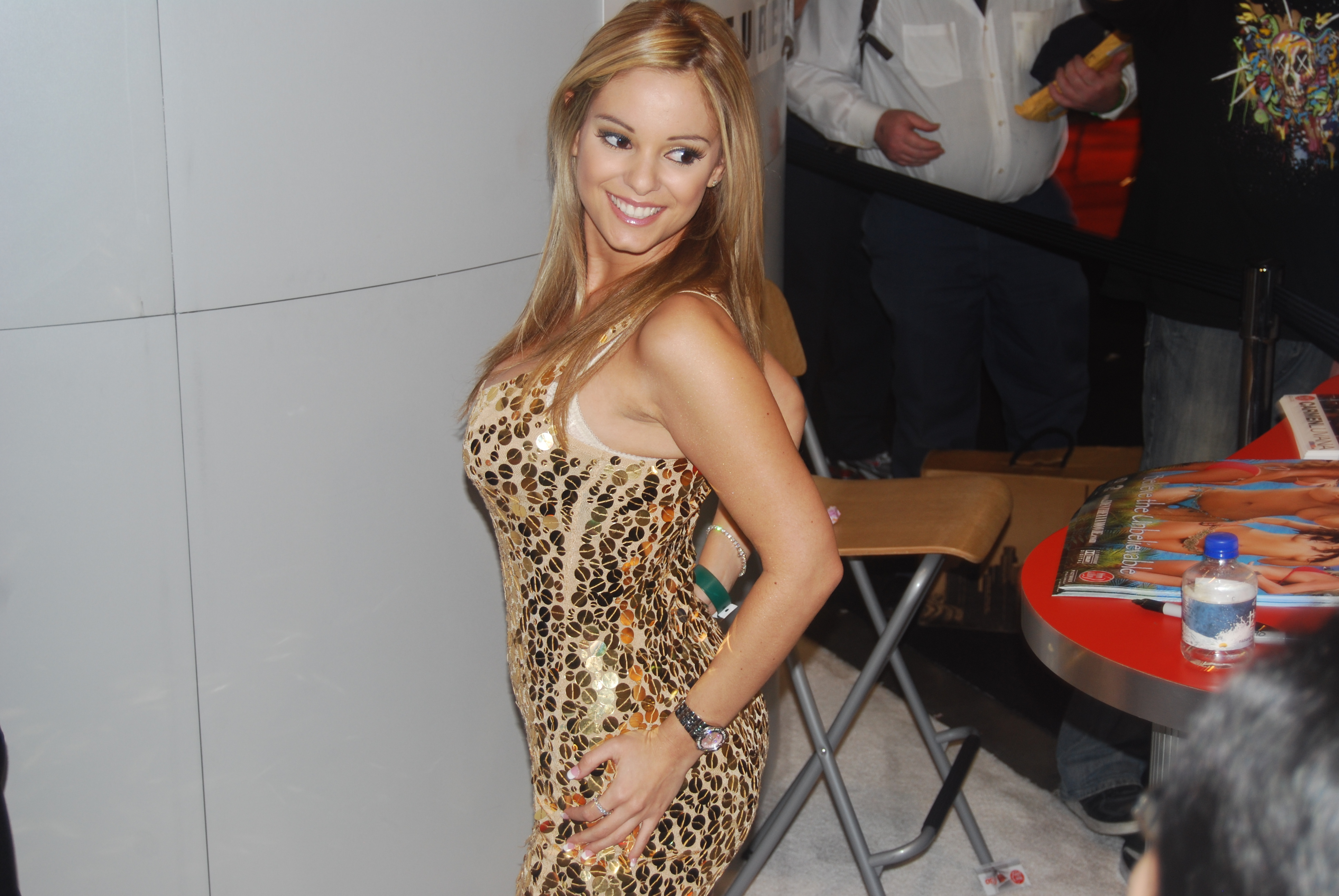
Carmen Luvana

- 1980 : Joanne Froggatt, actrice britannique.
- 1981 :
  - Stephan Loboué, footballeur ivoirien.
  - Carmen Luvana, porno-actrice américaine.
  - Tim Maeyens, rameur de skiff belge.
- 1982 :
  - Natalie Coughlin, nageuse américaine.
  - Jennifer Simpson, athlète de fond et demi-fond américaine.
- 1983 : Bruno Spengler, pilote automobile canadien né en France.
- 1984 : Manuel Carizza, joueur de rugby argentin.

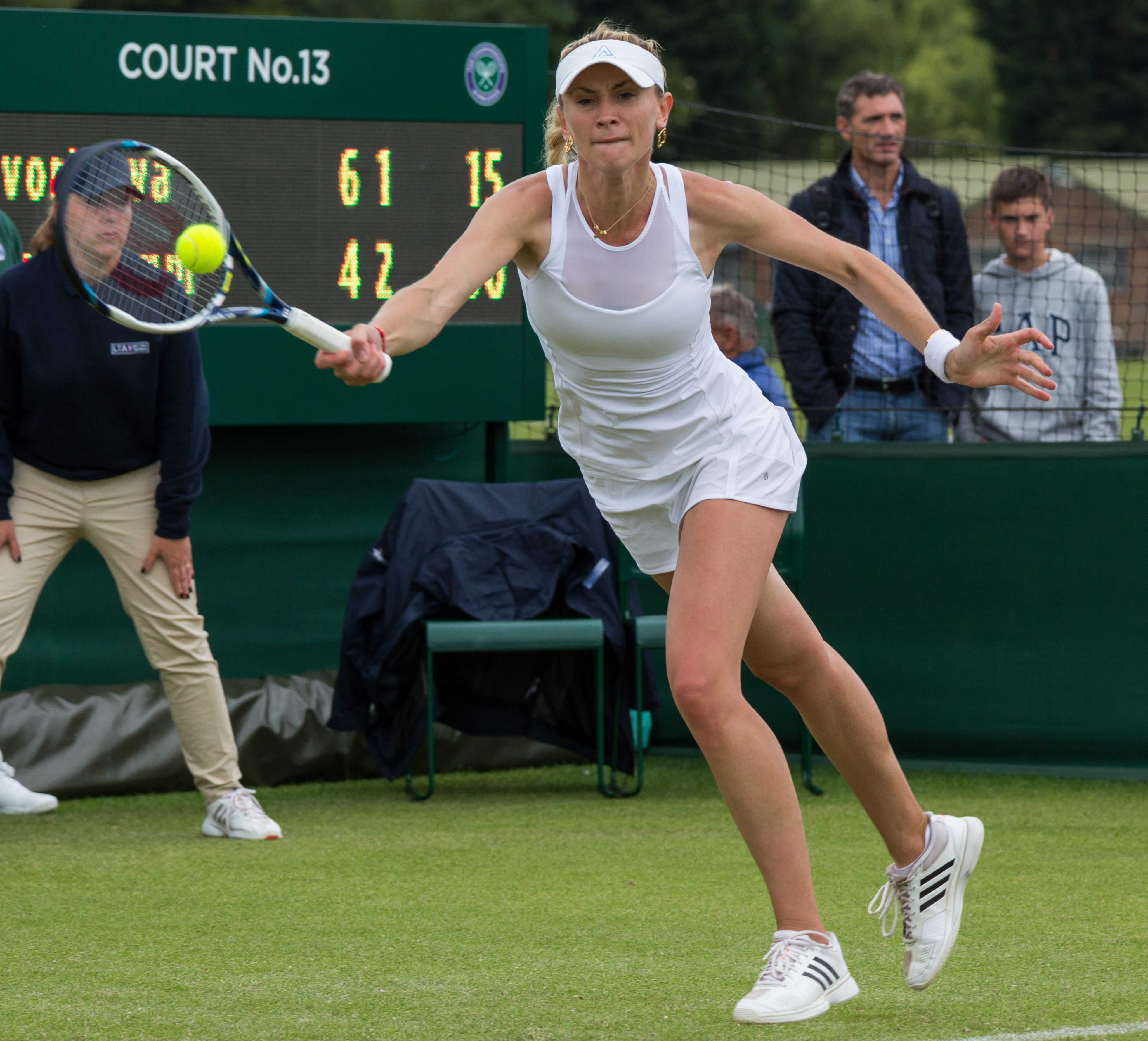
Olga Govortsova

- 1985 : Damien Tibéri, footballeur français.
- 1986 : Sky Blu (Skyler Austen Gordy dit), rappeur, réalisateur artistique, disc jockey et danseur américain du groupe LMFAO.
- 1988 :
  - Olga Govortsova (Вольга Аляксееўна Гаварцова), joueuse de tennis biélorusse.
  - Jeremy Lin, basketteur américain d’origine taïwanaise.
- 1989 : Lianne La Havas, auteure-compositrice-interprète anglaise.
- 1991 : Jennifer Abel, plongeuse canadienne.
- 1994 : 
  - August Ames, actrice pornographique canadienne († 5 décembre 2017).
  - Théo Fages, joueur de rugby à XIII français.

## Décès

### Iersiècleav. J.-C.
- 30 av. J.-C. :
  - Césarion.
  - Marcus Antonius Minor ou Antyllus, personnalité romaine, fils de Marc Antoine et de Fulvie, héritier officiel du premier exécuté sur l'ordre d'Octavien à la suite du suicide de son père (° 47 / 46 av. J.-C.).

### Iersiècle
- 93 : Julius Agricola, militaire romain (° 13 juillet 40).

### Vesiècle
- 408 : Stilicon, général et homme politique romain, régent de l’empire romain d’Occident, de 395 à 408, décapité par un officier romain[9] (ou décédé la veille, 22 août ; ° vers 360).

### VIIesiècle
- 634 : Abou Bakr As-Siddiq (أبو بكر الصدّيق), premier calife de l’islam de 632 à 634 (° vers 573).

### XIVesiècle
- 1305 : William Wallace, patriote écossais (° v. 1270).

### XVIIesiècle
- 1615 : François de Joyeuse, prélat français (° 24 juin 1562).
- 1628 : George Villiers, 1er comte puis duc de Buckingham (° 28 août 1592).

### XIXesiècle
- 1806 : Charles Augustin De Coulomb, militaire, ingénieur et physicien français (° 14 juin 1736).
- 1832 : Johann Georg Wagler, zoologiste allemand (° 28 mars 1800).
- 1857 : Carl Ludwig Koch, naturaliste allemand (° 21 septembre 1778).
- 1871 : Maat Sine Coumba Ndoffène Famak Diouf, roi du Sine de 1853 à 1871 (° vers 1810).
- 1880 : William Thompson, boxeur anglais (° 18 octobre 1811).
- 1886 :
  - Félix-Étienne Ledent, musicien belge (° 17 novembre 1816).
  - Henry Hopkins Sibley, général américain (° 25 mai 1816).
- 1893 : Michał Elwiro Andriolli, peintre, dessinateur et illustrateur polonais (° 2 ou 14 novembre 1836).

### XXesiècle
- 1914 : Remy Himmer, industriel français (° 12 juillet 1849).
- 1926 : Rudolph Valentino, acteur italien (° 6 mai 1895).
- 1927 : 
  - René Poupardin, historien français (° 27 février 1874).
  - Nicola Sacco, militant anarchiste italo-américain (° 22 avril 1891).
  - Bartolomeo Vanzetti, militant anarchiste italo-américain (° 11 juin 1888).
- 1929 : Estelle Faguette, voyante des apparitions mariales de Pellevoisin (° 12 septembre 1843)[10].
- 1937 : Albert Roussel, compositeur français (° 5 avril 1869).
- 1939 : Eugène-Henri Gravelotte, fleurettiste français (° 6 février 1876).
- 1945 : Stéphanie de Belgique, princesse belge (° 21 mai 1864).
- 1957 : Eugène Schueller, industriel français (° 20 mars 1881).
- 1960 : Oscar Hammerstein II, librettiste et producteur américain de comédies musicales (° 12 juillet 1895).
- 1961 : Beals Wright, joueur de tennis américain (° 19 décembre 1879).
- 1963 : Glen Gray, saxophoniste, chef d’orchestre et compositeur de jazz américain (° 7 juin 1906).
- 1967 :
  - Georges Berger, pilote de courses automobile belge (° 14 septembre 1918).
  - Nate Cartmell, athlète de sprint américain (° 13 janvier 1883).
- 1980 : Gerhard Hanappi, footballeur autrichien (° 16 février 1929).
- 1982 : Stanford Moore, biochimiste américain, prix Nobel de chimie 1972 (° 4 septembre 1913).
- 1987 :
  - Bernard Giroux, journaliste sportif et copilote automobile français (° 10 mars 1950).
  - Didier Pironi, pilote automobile français (° 26 mars 1952).
- 1990 : David Rose, chef d’orchestre, compositeur et arrangeur américain (° 15 juin 1910).
- 1997 : Jean Poperen, homme politique français, ministre chargé des Relations avec le Parlement de 1988 à 1992 (° 9 janvier 1925).
- 1999 :
  - Georges Boulogne, footballeur puis entraîneur et dirigeant sportif français (° 1er juillet 1917).
  - Norman Wexler, scénariste américain (° 6 août 1926).

### XXIesiècle
- 2001 : Peter Maas, écrivain et journaliste américain (° 27 juin 1929).
- 2002 : Hoyt Wilhelm, joueur de baseball américain (° 26 juillet 1922).
- 2003 : Bobby Bonds, joueur de baseball américain (° 15 mars 1946).
- 2005 : Brock Peters, acteur américain (° 2 juillet 1927).
- 2006 :
  - Maynard Ferguson, trompettiste de jazz canadien (° 4 mai 1928).
  - Wolfgang Priklopil, criminel autrichien (° 14 mai 1962).
  - Ed Warren, écrivain et démonologue américain (° 7 septembre 1926)
  - Park Yeonghan, écrivain sud-coréen (° 14 septembre 1947).
- 2007 :
  - Aimé Avignon, doyen des Français (° 2 février 1897).
  - Jacek Chmielnik, acteur, metteur en scène, dramaturge et animateur de télévision polonais (° 31 janvier 1953).
  - Leif Hamre, écrivain norvégien (° 9 août 1914).
  - Reinhard Lauth, philosophe allemand (° 11 août 1919).
  - Martti Pokela, compositeur finlandais (° 23 janvier 1924).
- 2008 : Thomas Weller, virologue américain (° 15 juin 1915).
- 2009 : Anna-Maria Müller, lugeuse est-allemande puis allemande (° 23 février 1949).
- 2010 :
  - Marcel Albert, militaire français (° 25 novembre 1917).
  - Pierre Marie Gallois, militaire français (° 29 juin 1911).
- 2011 : 
  - Georges Lévesque, styliste canadien (° 1952).
  - Irène Pittelioen, gymnaste française (° 13 mai 1927).
- 2012 : 
  - Jean-Luc Delarue, animateur et producteur français de télévision (° 24 juin 1964).
  - Jerry Nelson, acteur américain (° 10 juillet 1934).
  - Steve Van Buren, joueur américain de football américain (° 28 décembre 1920).
- 2013 :
  - Marc Braillon, homme d'affaires français (° mars 1933).
  - William Glasser, psychiatre américain (° 11 mai 1925).
  - Vadim Ioussov, directeur de la photographie soviétique puis russe (° 20 avril 1929).
  - John Mainstone, physicien australien (° 12 janvier 1935).
  - Dean Meminger, basketteur américain (° 13 mai 1948).
  - Gilbert Taylor, directeur de la photographie britannique (° 12 avril 1914).
  - Tatiana Zaslavskaïa, sociologue russe (° 9 septembre 1927).
- 2014 : Albert Ebossé Bodjongo, footballeur camerounais (° 6 octobre 1989).
- 2015 : Guy Ligier, pilote automobile français (° 12 juillet 1930).
- 2016 :
  - Steven Hill, acteur américain (° 24 février 1922).
  - André Melançon, réalisateur canadien (° 18 février 1942).
  - Berit Mørdre Lammedal, fondeur norvégien (° 16 avril 1940).
  - Reinhard Selten, économiste allemand (° 5 octobre 1930).
  - Henri de Turenne, scénariste et journaliste français (° 19 novembre 1921).
  - Elsie Wayne, femme politique canadienne (° 20 avril 1932).
- 2017 :
  - Jeannie de Clarens, résistante française (° 1er avril 1919).
  - Jean Mathieu, animateur et comédien canadien (° 9 juin 1924).
- 2018 :
  - Arcabas (Jean-Marie Pirot dit), peintre français (° 26 décembre 1926).
  - Yves Bescond, évêque catholique français (° 19 mai 1924).
  - Joseph Kadji Defosso, homme d'affaires camerounais (° 1923).
  - Delio Gamboa, footballeur colombien (° 28 janvier 1936).
  - Russ Heath, auteur de bandes dessinées américain (° 29 septembre 1926).
  - Franck Venaille, poète et écrivain français (° 26 novembre 1936).
  - George Walker, compositeur américain (° 27 juin 1922).
  - David Yallop, romancier, essayiste, journaliste et scénariste britannique (° 27 janvier 1937).
- 2019 : Zelimkhan Khangoshvili officier géorgien d'origine tchétchène (° 15 août 1979).
- 2021 : 
  - Peter Baumgartner, directeur de la photographie suisse (° 14 février 1939).
  - Elizabeth Blackadder, peintre et graveuse écossaise (° 24 septembre 1931).
  - Claude Bourrigault, footballeur français (° 28 janvier 1932).
  - Terry Driver, tueur canadien (° 1er janvier 1965).
  - Daniel Farhi, rabbin libéral français (° 18 novembre 1941).
  - Tom Flynn, écrivain, journaliste et essayiste américain (° 18 août 1955).
  - Jimmy Hayes, hockeyeur sur glace américain (° 21 novembre 1989).
  - Michèle Minerva, joueuse de pétanque française (° 29 janvier 1959).
  - Michael Nader, acteur américain (° 19 février 1945).
  - Jean-Luc Nancy, philosophe français (° 26 juillet 1940).
  - Mamadouba Toto Camara, personnalité militaire et politique guinéenne (° ?).
  - José Yudica, footballeur puis entraîneur argentin (° 7 décembre 1936).
- 2023 :
  - José Luis Álvarez, notaire et homme politique espagnol (° 4 avril 1930).
  - Terry Funk, lutteur professionnel américain (° 30 juin 1944).
  - Kalman Gerencseri, footballeur français (° 9 janvier 1945).
- 2024 :
  - Ottaviano Del Turco, homme politique italien (° 7 novembre 1944).
  - Trude Dybendahl, fondeuse norvégienne (° 8 janvier 1966).
  - André Gouzes, religieux dominicain français (° 6 juin 1943).
  - Peter Lundgren, joueur et entraîneur de tennis suédois (° 29 janvier 1965).
  - Russell Malone, guitariste de jazz américain (° 8 novembre 1963).
  - Predrag Matić, homme politique croate (° 2 juin 1962).
  - Catherine Ribeiro, actrice et chanteuse libertaire française (° 22 septembre 1941).
  - Shlomo Sternberg, mathématicien américain (° 20 novembre 1936).

## Célébrations

### Internationales
- Unesco : journée internationale du souvenir de la traite négrière et de son abolition en France[11], lancée en 1998 par l’U.N.E.S.C.O. en souvenir du soulèvement d’esclaves français en 1791 à Saint-Domingue.
- Union européenne : journée européenne du souvenir des victimes de tous les régimes totalitaires et autoritaires[12].

### Nationales
- Brésil : dia do aviador naval / « jour de l’aéronavale »[13].
- Ukraine : fête du drapeau[14] (voir aussi 24 août).

### Saints des Églises chrétiennes

#### Saint catholique et orthodoxe
du jour, :
- Abondius et Irénée († v. 258), Martyrs à Rome.
- Antoine de Hieracio (Xe siècle), Ermite en Calabre.
- Asceline de Boulancourt († 1195), Abbesse cistercienne en Champagne.
- Callinique (VIIIe siècle), Patriarche de Constantinople.
- Claude, Astère, Néon et Néonille († v. 303), Martyrs à Égée, en Cilicie.
- Eugène d'Aardstraw (VIe siècle), premier évêque d'Aardstraw, diocèse dont le siège est déplacé à Derry en 1254[17].
- Filleul († 548), Évêque de Rouen.
- Flavien (VIe siècle), Évêque d'Autun.
- Fortunade d'Agen, Martyre à une date inconnue.
- Julien de Lescar (Ve siècle), Évêque.
- Louppos de Macédoine, Martyr à une date inconnue.
- Memnon (IIIe siècle), Martyr en Thrace.
- Quiriace (IIIe siècle), Évêque et Martyr.
- Sidoine (Ier siècle), Aveugle guéri par Jésus.
- Théonille et Domnine († v. 303), Martyres à Égée, en Cilicie.
- Timothée, Maur et Apollinaire (IIIe siècle), Martyrs près de Reims.
- Zachée († 116), évêque de Jérusalem.

#### Saints et bienheureux catholiques
du jour :
- Constantin Carbonell Sempere († 1936), bienheureux prêtre, martyr de la guerre civile espagnole.
- Emmanuelle-Juste Fernandez Ibero († 1936), bienheureuse, tertiaires capucines de la Sainte Famille.
- Florentin Pérez Romero († 1936), bienheureux prêtre, martyr de la guerre civile espagnole.
- François Dachtera († 1944), bienheureux prêtre polonais et martyr à Dachau.
- Jean Bourdon († 1794) bienheureux prêtre franciscain et martyr.
- Marien Garcia Mendez (Jean-Marie de la Croix) († 1936), bienheureux prêtre, martyr de la guerre civile espagnole.
- Pierre Gelabert Amer († 1936), bienheureux jésuite, martyr de la guerre civile espagnole.
- Pierrette-Marie-Victoire Quintana Argos († 1936), bienheureuse, tertiaires capucines de la Sainte Famille.
- Raymond Grimaltos Monllor († 1936), bienheureux jésuite, martyr de la guerre civile espagnole.
- Richilde († 1100), Recluse à Hohenwarth.
- Rose de Lima († 1617), première sainte du Nouveau monde.
- Urbain Gil Saez († 1936), bienheureux prêtre, martyr de la guerre civile espagnole.

#### Saint orthodoxe
du jour, aux dates éventuellement "juliennes" / orientales : Callinique Ier, patriarche de Constantinople de 694 à 706.

### Prénoms du jour
Bonne fête aux Rose et ses variantes et dérivés : Marie-Rose, Romy, Rosa, Rosabelle, Rosalba, Rosanette, Rosanna, Rosanne, Rose-Anne, Rosella, Roselie, Roselis, Roselise, Roselita, Roselia, Roselle, Rose-Marie, Rosemary, Rosemay, Roseta, Rosetta, Rosette, Rosie, Rosita, Rosy, Rosyne, Rozen, Rozenn (voir les Rosalie etc. les 4 septembre, Roseline et variantes les 17 janvier, Rosine les 11 mars, etc.).
Et aussi aux :
- Owen et ses variantes Eoghan, Owain et Owenn.
- Aux Tedvil,
- et Zachée.

## Traditions et superstitions
- Début de la période solaire du xử thử (dans la chaleur) du calendrier vietnamien.

### Dicton
- « À la sainte-Rose, pour le travailleur pas de pause. »[18]

### Astrologie
- Signe du zodiaque : premier jour du signe astrologique de la Vierge ou / et dernier de celui du Lion selon les calendriers.

## Toponymie
- Les noms de plusieurs voies, places, sites ou édifices de pays ou régions francophones contiennent cette date sous différentes graphies possibles : voir Vingt-Trois-Août .